# Eridolius pallicoxator
Eridolius pallicoxator är en stekelart som beskrevs av Dmitriy R. Kasparyan 1990. Eridolius pallicoxator ingår i släktet Eridolius och familjen brokparasitsteklar. Inga underarter finns listade i Catalogue of Life.